# Maarten Van Severen

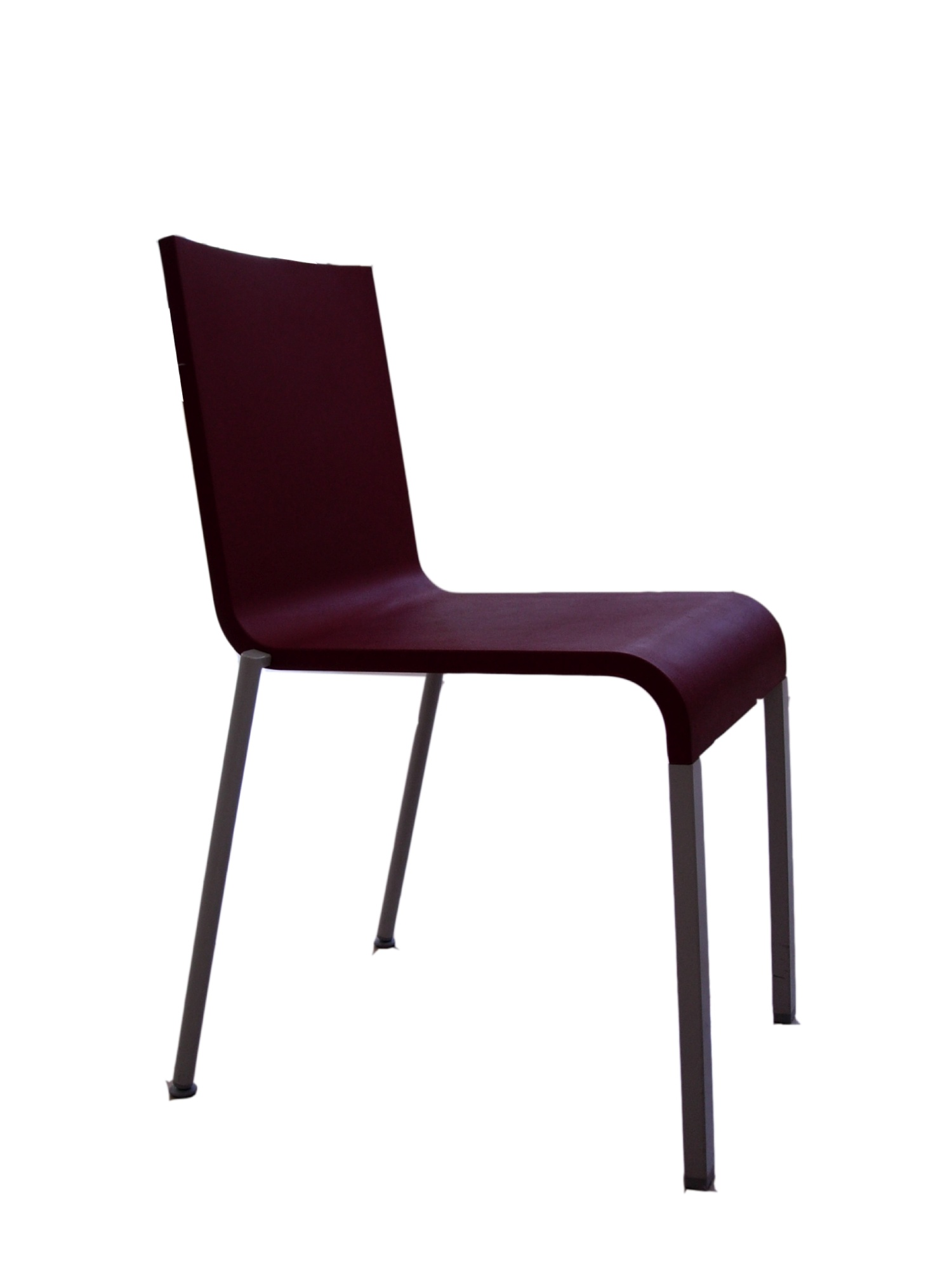
Stuhl 03 für Vitra, Maarten Van Severen, 1998

Maarten Van Severen (* 5. Juni 1956 in Antwerpen, Belgien; † 21. Februar 2005 in Gent, Belgien) war ein belgischer Möbeldesigner und Innenarchitekt.

## Biografie
Maarten Van Severen war der Sohn des abstrakten belgischen Malers Dan Van Severen. Er absolvierte ein Architekturstudium an der Kunstschule in Gent. Nachdem er 1986 seine ersten Möbel entwarf, folgte 1987 die Gründung einer Werkstatt für Möbeldesign. 1990 begann seine enge Zusammenarbeit mit Rem Koolhaas, einem renommierten Architekten und Stadtplaner. In dieser Zeit widmete sich Van Severen auch Aufgaben im Bereich der Innenarchitektur. Neben seiner Arbeit lehrte er an verschiedenen Universitäten und Akademien. Von 1996 bis 2000 gehörten dazu die Universität Kortrijk, die Academie of Fine Arts in Maastricht, die Technische Universität Delft, sowie die Universität Barcelona und die Universität Helsinki. 1996 begann die Zusammenarbeit mit dem Schweizer Unternehmen Vitra. 1998 gestaltete er sein bekanntestes Werk, den Stuhl „.03“, der bis heute von Vitra produziert wird. Van Severen entwarf für weitere Hersteller wie Bulo (Tisch „Schraag“), Edra und Pastoe.